# Vladislav Santarius

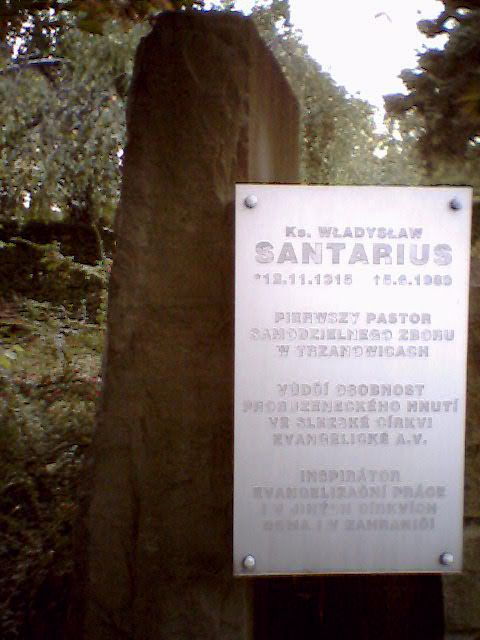
Pamětní deska v Třanovicích (okr. Frýdek-Místek)

Vladislav Santarius (pol.: Władysław Santarius) (12. listopadu 1915, Stonava – 5. června 1989, Havířov) byl československý evangelický pastor polské národnosti, vůdce probuzeneckého hnutí ve Slezské církvi evangelické augsburského vyznání, jedna z nejvýznamnějších postav československého protestantismu v období komunistického režimu v Československu.
Působil ve sborech v Třanovicích, Ostravě, Stonavě aj.
Je pohřben na evangelickém hřbitově ve Stonavě.
Jeho synem je Česlav Santarius.